# Eremitusacris xinjiangensis
Eremitusacris xinjiangensis är en insektsart som beskrevs av Liu, Jupeng 1981. Eremitusacris xinjiangensis ingår i släktet Eremitusacris och familjen gräshoppor. Inga underarter finns listade i Catalogue of Life.